# Dokler živimo
Dokler živimo je prvoosebni roman Nade Kraigher, ki je izšel pri mariborski založbi Obzorja leta 1969.  
To je roman o erotičnih nesporazumih, o vztrajanju v krivičnem in praznem svetu, o prebivanju brez tistega, kar ljubimo, in o večnem vračanju k banalnosti.

### Zgodba
Osrednja oseba romana je nekoliko starejši poslovnež. Dvajset let je že poročen z Vero, med tem pa je imel razmerje z Rado, s katero se je prijateljsko razšel. Vera mu je predstavljala le žensko, ki skrbi za njegovo gospodinjstvo. Moški se je v službi zapletel v razmerje s tajnico Mojco, ki je imela smaragdno zelene oči in zelo lepo postavo. Moški in Mojca sta imela vsak svoj pogled na svet. Mojca je bila glede nekaterih stvari veliko bolj občutljiva kot on. Bila je zelo ambiciozna. Moškemu se je stežka popolnoma prepustila. Zraven njunega razmerja je želela ustvariti še svoj lasten poklic. Poslovneževo življenje je potekalo po načelih, ki se jih je strogo držal. Čez čas je zaradi službenih dolžnosti odšel v Ženevo. Z njim je odšla tudi Mojco. Sprva je bil njun odnos idealen, kasneje pa je bil vse bolj in bolj v znamenju neuspešnih pogovorov o pomembnih stvareh. Mojca se je odločila, da bo moškega zapustila in se vrnila domov. Roman se konča s smrtjo moškega. Umrl v prometni nesreči, ko se je peljal v domovino k Mojci. Mojca je kljub njunemu burnemu razmerju ob izgubi čutila veliko bolečino.

## Kritika
»Z vidikom aktualnosti in prizadetosti, nam je pisateljica pričarala večno protislovni in nerazumljivi svet ljubezneske mrzlice. Proza Kraigherjeve je v kontekstu tistega romanskega pisanja, ki temelji na ugotovitvi, da je junaštvo v gluhem svetu jalavo in nevarno početje, da je zavest o slabostih le moreča ost in vse, kar ostane, le večno spominjanje iluzije.« (Rupel 1973: 83, 84)

## Vir
- Dimitrij Rupel, 1973: Branja. Maribor: založba Obzorja